# Palmer (Alaska)
Palmer és una població dels Estats Units a l'estat d'Alaska. Segons el cens del 2000 tenia 4.533 habitants.

## Demografia
Segons el cens del 2000, Palmer tenia 4.533 habitants, 1.472 habitatges, i 1.058 famílies La densitat de població era de 465,5 habitants/km².
Dels 1.472 habitatges en un 47,4% hi vivien nens de menys de 18 anys, en un 50,3% hi vivien parelles casades, en un 16,6% dones solteres, i en un 28,1% no eren unitats familiars. En el 23% dels habitatges hi vivien persones soles el 7,5% de les quals corresponia a persones de 65 anys o més que vivien soles. El nombre mitjà de persones vivint en cada habitatge era de 2,81 i el nombre mitjà de persones que vivien en cada família era de 3,29.
Per edats la població es repartia de la següent manera: un 33,6% tenia menys de 18 anys, un 11,8% entre 18 i 24, un 28,7% entre 25 i 44, un 16,8% de 45 a 60 i un 9,1% 65 anys o més.
L'edat mediana era de 29 anys. Per cada 100 dones hi havia 98,1 homes. Per cada 100 dones de 18 o més anys hi havia 93,6 homes.
La renda mediana per habitatge era de 45.571 $ i la renda mediana per família de 53.164 $. Els homes tenien una renda mediana de 44.716 $ mentre que les dones 25.221 $. La renda per capita de la població era de 17.203 $. Aproximadament el 6% de les famílies i el 12,7% de la població estaven per davall del llindar de pobresa.

## Poblacions més properes
El següent diagrama mostra les poblacions més properes.